# Jordan (rivière)
Pour les articles homonymes, voir Jordan.
La Jordan (anglais : Jordan River) est un cours d'eau de l'Utah, aux États-Unis. Prenant sa source dans le lac Utah, il se jette dans le Grand Lac Salé après avoir parcouru la vallée de Salt Lake et traversé la ville de Salt Lake City.

### Documents
- « Alta Climatology », Climatography of the United States, National Climatic Data Center,‎ février 2004 (lire en ligne, consulté le 16 juin 2010)
- County Summary Highlights : 1992, United States Department of Agriculture, coll. « 1992 Census of Agriculture », 1992 (lire en ligne)
- County Summary Highlights : 2002, United States Department of Agriculture, coll. « 2002 Census of Agriculture », 2002 (lire en ligne)
- Carp In Utah Lake Impacting Ecosystem, June Sucker Recovery Implementation Program, juin 2004 (lire en ligne)
- Fishery and Macroinvertebrate Studies of the Jordan River in Salt Lake County, Central Valley Water Reclamation Facility Board, novembre 1986
- Brimhall et Lavere B. Merritt, « Geology of Utah Lake : Implications for Resource Management », Great Basin Naturalist Memoirs, no 5: Utah Lake Monograph,‎ 1981 (lire en ligne, consulté le 19 avril 2010)
- Seaber, Paul Kapinos et George L. Knapp, Hydrologic Unit Maps : U.S. Geological Survey Water-Supply Paper 2294, United States Government Printing Office, 1987 (lire en ligne)
- Hydrology of Northern Utah Valley, Utah County, Utah, 1975–2005, U.S. Geological Survey, février 2009 (lire en ligne)
- Jordan River Basin Planning for the Future, Utah Division of Water Resources, coll. « Utah State Water Plan », mars 2010 (lire en ligne)
- Jordan River Natural Conservation Corridor Report, Utah Reclamation Mitigation and Conservation Commission & US Fish and Wildlife Service, septembre 2000 (lire en ligne)
- Jordan River Parkway, An Alternative, Urban Technology Associates, 1971 (lire en ligne)
- Jordan River Stability Study, Salt Lake County, coll. « Watershed Planning and Restoration Program », décembre 1992 (lire en ligne)
- Jordan River TMDL : Work Element 1 – Evaluation of Existing Information, Utah State Division of Water Quality, mars 2007 (lire en ligne)
- Jordan River TMDL : Work Element 2 – Pollutant Identification and Loading, Utah State Division of Water Quality, juillet 2009 (lire en ligne)
- Jordan River Trail Master Plan, Salt Lake County Parks and Recreation, 2008 (lire en ligne)
- Oquirrh Mountains, Bureau of Land Management, coll. « Utah Wilderness Survey » (lire en ligne)
- Riparian Improvement Project Fact Sheet, Environmental Protection Agency, coll. « Midvale Slag Superfund Program », octobre 2008 (lire en ligne)
- Salt Lake City Climatology, National Climatic Data Center, coll. « Climatography of the United States », février 2004 (lire en ligne)
- Statistics for Counties, United States Department of Agriculture, coll. « 1950 Census of Agriculture », 1950 (lire en ligne)
- Utah Lake and Jordan River water rights and management plan, Salt Lake City, 1989 (lire en ligne)
- Utah's 2006 Integrated Report Volume II – 303(d) List of Impaired Waters, Department of Environmental Quality Division of Water Quality, 2006 (lire en ligne)
- Utah Sensitive Species List, Utah Division of Wildlife Resources, décembre 2007 (lire en ligne)